# Brux (Vienne)
Brux ist eine französische Gemeinde mit 765 Einwohnern (Stand: 1. Januar 2022) im Arrondissement Montmorillon, im Département Vienne in der Region Nouvelle-Aquitaine (vor 2016: Poitou-Charentes); sie ist Teil des Kantons Lusignan (bis 2015: Kanton Couhé). Die Einwohner werden Brucéens genannt.

## Geographie
Brux liegt etwa 40 Kilometer südsüdwestlich von Poitiers am Fluss Bouleure. Umgeben wird Brux von den Nachbargemeinden Couhé im Norden, Vaux im Norden und Nordosten, Romagne im Osten, Blanzay im Südosten, Chaunay im Süden, Vanzay im Südwesten, Messé im Westen sowie Rom im Nordwesten.
Durch die Gemeinde führt die Route nationale 10. Im Gemeindegebiet liegt der Flugplatz Couhé-Vérac.

## Bevölkerungsentwicklung
| Jahr                      | 1962 | 1968 | 1975 | 1982 | 1990 | 1999 | 2006 | 2013 |
| Einwohner                 | 996  | 881  | 757  | 741  | 693  | 670  | 677  | 735  |
| Quelle: Cassini und INSEE |      |      |      |      |      |      |      |      |

## Sehenswürdigkeiten
Siehe auch: Liste der Monuments historiques in Brux (Vienne)
- Kirche Saint-Martin aus dem 12. Jahrhundert, seit 1914 Monument historique
- Schloss Épanvillers aus dem 17. Jahrhundert, seit 1997 Monument historique